# Making a Murderer
Making a Murderer és una sèrie documental estatunidenca escrita i dirigida per Laura Ricciardi i Moira Demos. La primera temporada es va estrenar a Netflix el 18 de desembre de 2015. El juliol de 2016 Netflix va anunciar una segona temporada, que exploraria les conseqüències de la condemna de Dassey i de les nombroses apel·lacions que hi van haver. La segona temporada de deu episodis es va publicar el 19 d'octubre de 2018.

## Rerefons
La sèrie conta la història d'Steven Avery, un home del comtat de Manitowoc, Wisconsin, que va complir 18 anys de presó per una condemna d'agressió sexual i intent d'assassinat de Penny Beerntsen. Va ser acusat de nou el 2005 i condemnat el 2007 per l'assassinat de Teresa Halbach. La història relacionada és la de Brendan Dassey, acusat i condemnat com a accessori en l'assassinat.